# Roy McFarland
Roy Leslie McFarland (* 5. April 1948 in Liverpool, England) ist ein englischer Fußballspieler und jetziger Manager, der besonders durch seine Spielertätigkeit bei Derby County Bekanntheit erreichte. 1972 und 1975 gewann er mit seiner Mannschaft jeweils den englischen Meistertitel.

## Karriere als Spieler
Roy McFarland startete seine Laufbahn als Spieler 1966 beim englischen Verein Tranmere Rovers.
Der Verein aus Birkenhead im Großraum seiner Heimatstadt Liverpool gelegen, spielte zu diesem Zeitpunkt in der vierten englischen Liga. McFarland erreichte mit 18 Jahren direkt einen Stammplatz und feierte am Jahresende den Aufstieg seiner Mannschaft in die dritthöchste englische Spielklasse. Seine ausgezeichnete Debütsaison blieb auch bei höherklassigen Vereinen nicht unbemerkt, was dazu führte, dass sich McFarland nach nur einem Jahr bei den Rovers für einen Wechsel zu Derby County entschied.

## Derby County
Derby spielte seit 1957 in der zweiten englischen Liga und hatte in den vorherigen Jahren nur wenig Aufmerksamkeit erregt. Zur neuen Saison 1967/68 übernahmen Brian Clough und Peter Taylor als Trainerteam die sportliche Leitung der Mannschaft und führten den Verein in den folgenden Jahren zur erfolgreichsten Zeit der Vereinsgeschichte.
Nach einem wenig befriedigenden ersten Jahr erreichte die Mannschaft 1968/69 durch einen souveränen ersten Platz den Aufstieg in die erste Liga. Dort überraschte der Verein in der Football League First Division 1969/70 durch einen vierten Platz. Der Einzug in den Europapokal blieb der Mannschaft jedoch wegen „finanzieller Unregelmäßigkeiten“ verwehrt.
Nach einem Mittelfeldplatz 1970/71 gelang in der Saison 1971/72 der Gewinn der englischen Meisterschaft. Nur ein Punkt Vorsprung auf Leeds United sowie den FC Liverpool und Manchester City führte zum größten Erfolg der Vereinsgeschichte. Roy McFarland feierte den Titel gemeinsam mit Spielern wie John McGovern, Archie Gemmill, Colin Todd, John O’Hare und Torhüter Colin Boulton.
Durch den Titel nahm Derby am Europapokal der Landesmeister 1972/73 teil und scheiterte dort erst im Halbfinale am italienischen Meister Juventus Turin. Die erfolgreiche Trainertätigkeit von Brian Clough und Peter Taylor endete wenig später aufgrund starker Differenzen zwischen Clough und dem Vorstand des Vereins. Trotz der Proteste vieler Fans setzte der Vorstand daraufhin den von Clough und Taylor zum Verein geholten Ex-Spieler Dave Mackay als neuen Trainer ein. Dieser führte den Verein 1973/74 auf den dritten Platz und damit in den UEFA-Pokal 1974/75. Nach einem Erfolg über den Servette FC Genève und einem Sieg nach Elfmeterschießen gegen Atlético Madrid, scheiterte die Mannschaft in der dritten Runde überraschend am jugoslawischen Verein FK Velez Mostar.
Dafür gelang der Mannschaft um McFarland, Bruce Rioch, Archie Gemmill, Colin Todd und Francis Lee 1975 der zweite Meistertitel nach 1972. Zwei Punkte Vorsprung vor dem FC Liverpool und Ipswich Town führten zum erneuten Triumph.
Die Teilnahme am Europapokal der Landesmeister 1975/76 führte zu einem schnellen Ausscheiden. Nach einem 4:1-Heimerfolg in der zweiten Runde scheiterte die Mannschaft mit 1:5 nach Verlängerung am spanischen Meister Real Madrid. Platz 4 in der Saison 1975/76 berechtigte zur Teilnahme am UEFA-Pokal 1976/77, doch auch dort scheiterte Derby bereits in der zweiten Runde an AEK Athen. Nach einem schwachen Saisonstart wurde Dave Mackay entlassen, was jedoch nicht verhinderte, dass die Mannschaft am Saisonende Platz 15 belegte. Nach zwei weiteren durchwachsenen Jahren stieg der Verein in der Saison 1979/80 nach elf Jahren in der First Division als Tabellenvorletzter in die zweite Liga ab. Nach dem verpassten direkten Wiederaufstieg in der Saison 1980/81, wechselte McFarland 1981 zu Bradford City, um dort mit 33 Jahren in der vierten Liga seine Laufbahn als Spielertrainer ausklingen zu lassen.
In Bradford gelang McFarland mit seiner neuen Mannschaft sogleich durch einen zweiten Platz hinter Sheffield United der Aufstieg in die dritte Liga. Anschließend beendete er mit 34 Jahren vorerst seine erfolgreiche Spielerlaufbahn. In der Saison 1983/84 entschied er sich jedoch zu einem kurzfristigen Comeback um seinem in Abstiegsnöten befindlichen Ex-Verein Derby County als Spielertrainer zu helfen. Doch auch er konnte den Abstieg in die dritte Liga nicht verhindern und beendete daraufhin endgültig seine Spielerkarriere.

## Englische Fußballnationalmannschaft
Roy McFarland debütierte im Februar 1971 in der englischen Nationalmannschaft im Qualifikationsspiel auf Malta für die Fußball-Europameisterschaft 1972 in Belgien. Nach einem ersten Platz in der Gruppe 3 vor der Schweiz, zog England ins Viertelfinale ein und traf dort auf Deutschland. Bei der legendären 1:3 Hinspielniederlage in Wembley kam McFarland nicht zum Einsatz, dafür beim 0:0 im Rückspiel in Berlin. England verpasste damit die Teilnahme an der Europameisterschaft. McFarland bestritt daraufhin alle vier Qualifikationsspiele zur Fußball-Weltmeisterschaft 1974 in Deutschland. Das 1:1 in Wembley gegen Polen am 17. Oktober 1973 führte zur Nicht-Teilnahme am Turnier und zum Abschied von Nationaltrainer Alf Ramsey. In der Qualifikation zur Fußball-Europameisterschaft 1976 in Jugoslawien unter dem neuen Trainer Don Revie, kam er lediglich bei der 1:2-Niederlage in der Tschechoslowakei zum Einsatz die zum erneuten Verpassen der Endrunde führte. Sein letztes offizielles Spiel in der Qualifikation zur Fußball-Weltmeisterschaft 1978 in Argentinien, fand am 17. November 1976 in Italien statt und ging mit 0:2 verloren. England verpasste die vierte Teilnahme an einem internationalen Turnier in Folge. Die Nationalmannschaftslaufbahn von Roy McFarland fiel damit in eine äußerst unglücklich verlaufende Dekade der englischen Fußballnationalmannschaft.

## Karriere als Trainer
Roy McFarland startete seine Trainertätigkeit 1981 als Spielertrainer bei Bradford City und krönte sie mit dem Aufstieg in die dritte Liga. 1984 wurde er erneut als Spielertrainer bei Derby County tätig, beendete dieses Engagement jedoch nach dem Abstieg in die dritte Liga. Anschließend blieb er seinem langjährigen Verein bis 1993 als Assistenztrainer von Arthur Cox treu. 1993 übernahm er dessen Nachfolge als Cheftrainer und erreichte in der Saison 1993/94 durch einen sechsten Platz die erste Play-off-Runde und nach einem Erfolg über den FC Millwall den Einzug ins Play-off-Finale. Dort scheiterte die Mannschaft jedoch an Leicester City. 1994/95 fand sich der Verein lediglich auf Platz 9 wieder und Roy McFarland entschied sich für einen Wechsel zu den Bolton Wanderers. Dort trat er gemeinsam mit seinem ehemaligen Mitspieler Colin Todd die Nachfolge von Bruce Rioch an, mit dem er ebenfalls gemeinsam für Derby County gespielt hatte. Rioch hatte den Verein in die Premier League 1995/96 geführt, war anschließend jedoch zum FC Arsenal gewechselt. McFarland konnte seinen neuen Verein in der Premier League nicht etablieren und wurde bereits im Januar 1996 entlassen. Bolton stieg am Saisonende unter Trainer Colin Todd in die zweite Liga ab. Von 1996 bis 2001 war er als Trainer bei Cambridge United aktiv und erreichte 1998/99 den Aufstieg in die dritte Liga. Nach einem knappen Jahr bei Torquay United wurde er 2003 Trainer beim FC Chesterfield und etablierte den Verein in der dritten Liga, ehe er 2007 entlassen wurde und der Verein in die vierte Liga abstieg. Im Januar 2009 übernahm den Trainerposten von Burton Albion als Nachfolger von Nigel Clough, dem Sohn seines ehemaligen Trainers Brian Clough, der neuer Trainer bei Derby County wurde. McFarland erreichte mit der Mannschaft den Aufstieg in die vierte Liga, entschied sich anschließend jedoch gegen eine weitere Trainertätigkeit.

## Erfolge
- Englischer Meister: 1972, 1975
- Aufstieg in die erste Liga 1969 (als Spieler mit Derby County)
- Aufstieg in die dritte Liga 1982 (als Spielertrainer von Bradford City)
- Aufstieg in die dritte Liga 1999 (als Trainer von Cambridge United)
- Aufstieg in die vierte Liga 2009 (als Trainer von Burton Albion)